# Shahabad (Hardoi)
Shahabad is een stad en gemeente in het district Hardoi van de Indiase staat Uttar Pradesh. 

## Demografie
Volgens de Indiase volkstelling van 2001 wonen er 67.661 mensen in Shahabad, waarvan 53% mannelijk en 47% vrouwelijk is. De plaats heeft een alfabetiseringsgraad van 45%. 